# 雅各布一世 (巴登)
雅各布一世（Jakob I. von Baden，1407年3月15日—1453年10月13日）是一位巴登藩侯，伯恩哈德一世的兒子，1431年至1453年在位。
1418年，雅各布一世與洛林根的卡塔里娜結婚，兩人有三個孩子。
- 卡爾一世（1427年－1475年），巴登藩侯
- 伯恩哈德二世（1428年－1458年），巴登藩侯
- 瑪格麗特（英语：Margaret of Baden）（1431年－1457年），嫁布蘭登堡的阿爾布雷希特三世